# Thora Daugaard
Theodora (Thora) Frederikke Marie Daugaard-Jensen (22. oktober 1874 i Storarden Sogn - 28. juni 1951 i Holstebro) var en dansk kvindesagsforkæmper, pacifist og redaktør. Daugaard styrede Kvindetoget (optog i forbindelse med kvinders valgret 5. juni 1915) i positionen som forretningsfører for Dansk Kvindesamfund.

## Biografi
Som datter af Petrine Daugaard (1848-1925) og kro- og hotelejer Peder Johannes Jensen (1841-1903) er Thora født i Hesselholt, Storarden. Hun voksede op på Gæstgivergården i Storarden. Den 9. april 1900 skiftede Thora efternavn fra Jensen til Daugaard-Jensen . Hun blev uddannet translatør i 1903 og arbejdede som redaktør for forskellige kvindeblade. Daugaard-Jensen forblev single og flyttede i 1920 ind i nyopførte Clara Raphaels Hus.

## Dansk Kvindesamfund
Tekst mangler, hjælp os med at skrive teksten

## International fredsbevægelse
Tekst mangler, hjælp os med at skrive teksten

## Clara Raphaels Hus
Tekst mangler, hjælp os med at skrive teksten

## Redaktør
Af Tidens Kvinder og Vore Damer
 Dette afsnit eller denne liste er kun påbegyndt. Hvis du ved mere om emnet, kan du hjælpe Wikipedia ved at tilføje mere.

## Biograf - Grand Teatret
Tekst mangler, hjælp os med at skrive teksten

## Anden Verdenskrig og flygtningebørn
Tekst mangler, hjælp os med at skrive teksten